# Ghislain-Joseph Henry

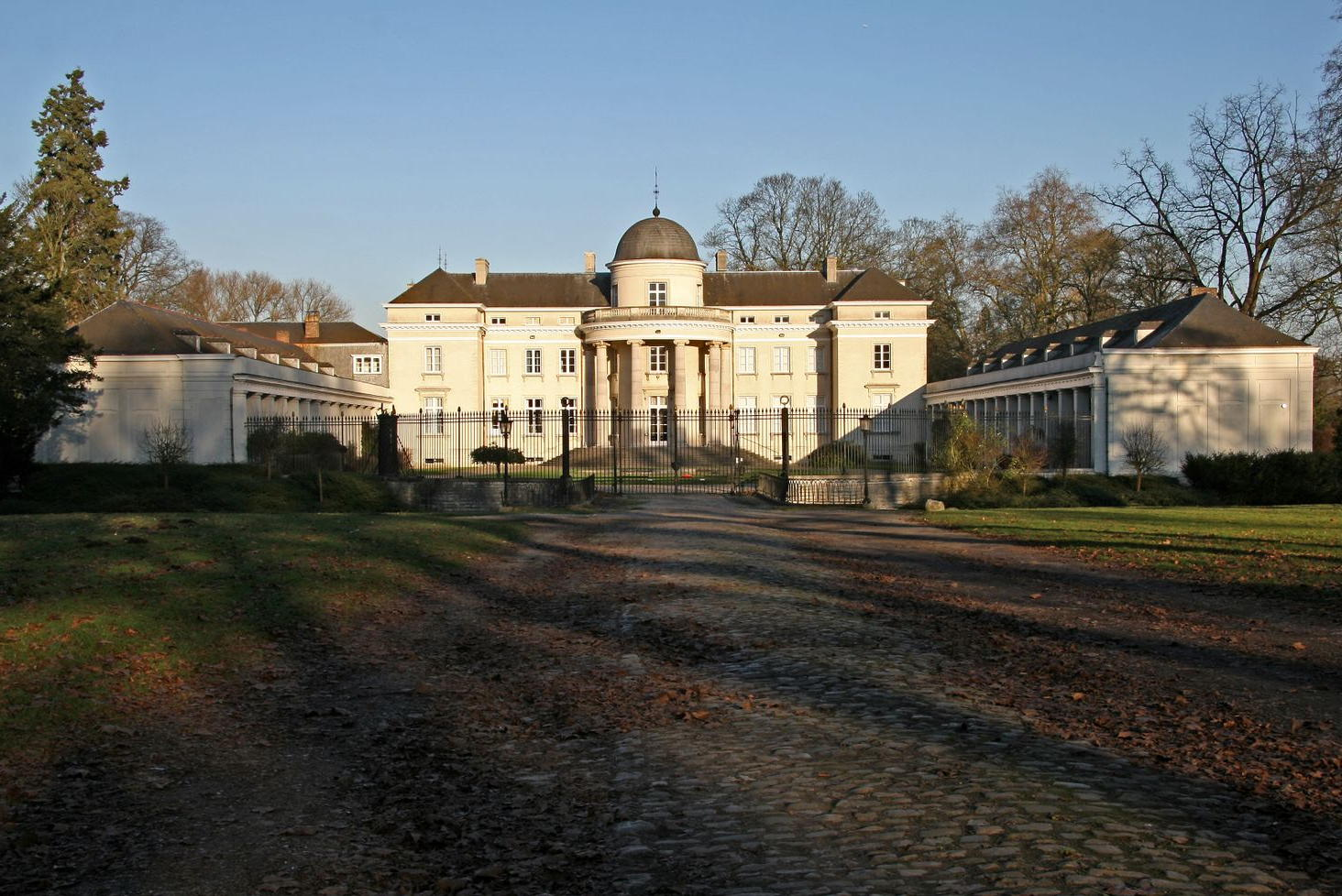
Kasteel van Duras, Sint-Truiden

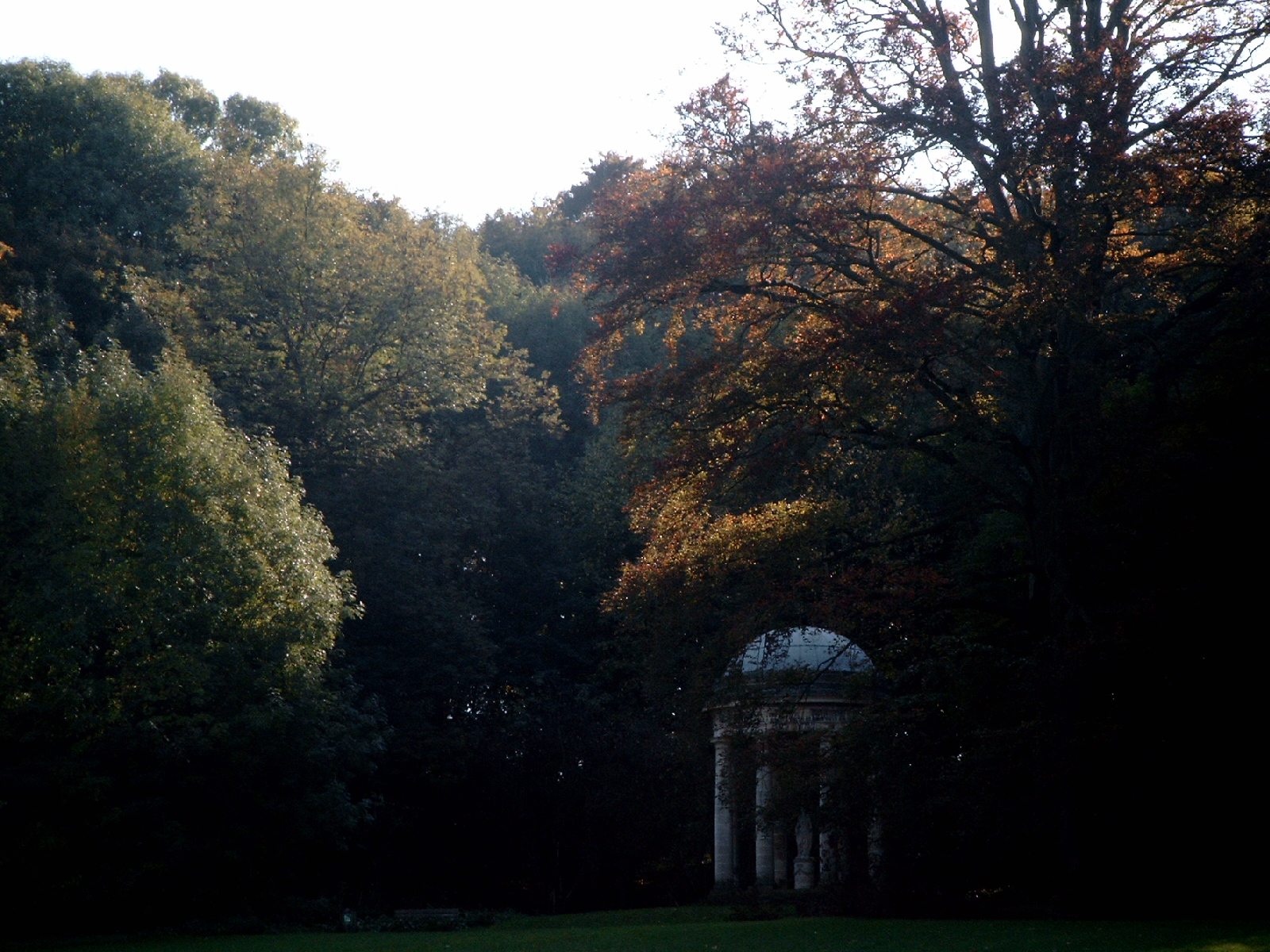
Engels landschapspark en Minervatempel, Alden Biesen

Ghislain-Joseph Henry (Dinant, 1754 - ?, 1820) was een Luiks architect en tuinarchitect uit de late barokperiode en het neoclassicisme, die voornamelijk in de Zuidelijke Nederlanden werkzaam was. Met Jean-Gilles Jacob, Etienne Fayen, Barthélemy Digneffe en Jacques-Barthélemy Renoz en samen met enkele Maastrichtse en Akense architecten kan hij gerekend worden tot de belangrijkste vertegenwoordigers van de (late) barokarchitectuur in het prinsbisdom Luik en van de neoclassicistische architectuur in het Soeverein Vorstendom der Verenigde Nederlanden.

## Levensschets
Ghislain-Joseph Henry werd geboren in 1754 in Dinant in het prinsbisdom Luik, maar stamde uit een familie die oorspronkelijk afkomstig was uit Profondeville (provincie Namen).
In 1779 behaalde hij de eerste prijs van de academie van Sint-Lucas in Rome.
In 1803 was hij in Brussel een van de oprichters van de Société de peinture, sculpture et architecture de Bruxelles. Vanaf 1816 was hij in dezelfde stad raadsman van de Académie royale des beaux-arts de Bruxelles.

## Werken

### Bouwwerken
- ca 1775: kasteel van Seneffe (als assistent van Laurent-Benoît Dewez)
- 1786-89: kasteel van Duras in Sint-Truiden
- 1797: oranjerie en tempel van Flora in park van kasteel van Wespelaar
- 1804: restauratie van het kasteel van Laken
- 1815-1829: uitbreiding Koninklijk Paleis van Brussel (1e fase)
- Portaal(?), Edingen (voor de hertog Van Arenberg)

### Tuinontwerpen
- 1786-87: Engels park voor de landcommanderij van  Alden Biesen
- 1786-89: Tuinen van kasteel van Duras in Sint-Truiden
- 1797: Kasteelpark van Wespelaar
- Tuinen van kasteel Zangerhei, Eigenbilzen (gesloopt)
- Park van kasteel van Bovelingen, Mechelen-Bovelingen (voor de graaf de Borchgrave d'Altena)
- Park van het kasteel van Beauraing (voor de hertog de Beaufort Spontin)